# (32785) 1989 CU1
1989 CU1 (asteroide 32785) é um asteroide da cintura principal. Possui uma excentricidade de 0.09453970 e uma inclinação de 5.55590º.
Este asteroide foi descoberto no dia 10 de fevereiro de 1989 por Yoshiaki Oshima em Gekko.